# Purr by Katy Perry
Purr by Katy Perry est un parfum créé par la chanteuse pop Katy Perry et Gigantic Parfums. L'amour qu'éprouve Perry pour les chats influença sa décision de créer le parfum ainsi que sa conception, bien que l'inspiration pour le design de la bouteille provenait de produits ainsi que de parfums du monde entier. Purr comporte une variété de senteurs, tel que des agrumes. 

## Sortie

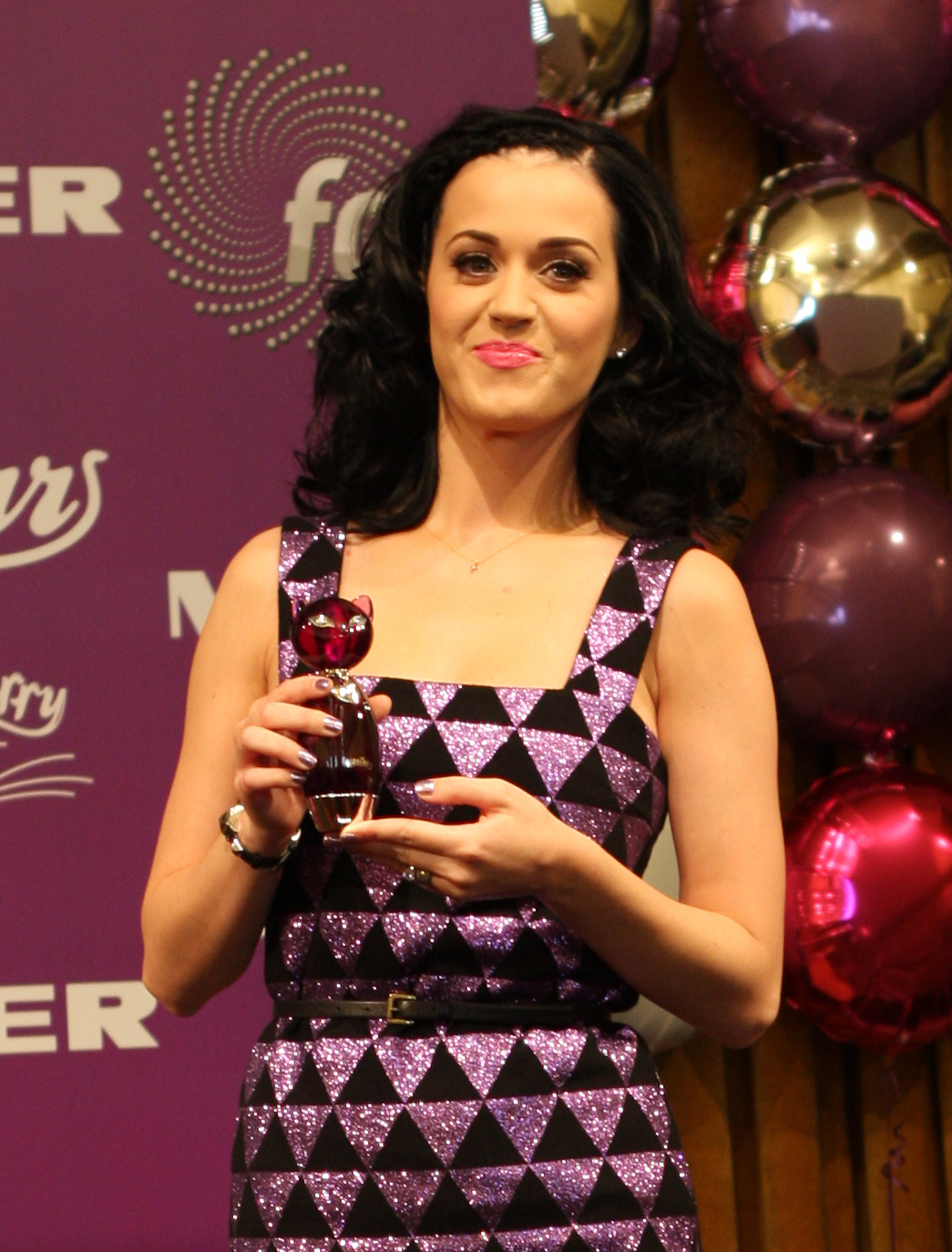
Katy Perry tenant un flacon de Purr

Restant sur le thème du design de la bouteille, les annonces publicitaires pour Purr relativement félines montraient Perry posant dans un costume provoquant de chat violet et rose. Alors qu'elle posait pour ces annonces commerciales, l'émission de télévision Extra réalisa une entrevue avec Perry sur la conception de la bouteille. Purr a été lancé en novembre 2010 au Royaume-Uni, où il était disponible en exclusivité chez Selfridges Stores à Londres pour une seule semaine unique, puis d'une sortie nationale le 20 novembre. Lors du lancement, la chanteuse pop a passé plusieurs heures à signer des autographes pour les 100 premiers clients. 
Aux États-Unis, le parfum est disponible exclusivement dans les magasins Nordstrom. Il est vendu dans des flacons de 50 et 100 millilitres avec un prix de vente aux États-Unis allant de 35 à 45 dollars pour la plus petite taille et de 65 dollars pour la plus grande. Des produits secondaires sortiront de façon saisonnière, en commençant par une boîte à cadeau pour la Saint-Valentin 2011. Purr est également disponible en ligne sur le site officiel de Nordstorm. Le parfum de Perry s'est avéré être assez réussi sur un plan commercial, devenant le parfum le plus vendu lors des neuf semaines consécutives après sa sortie[réf. nécessaire].